# Alberto Bucci
Alberto Bucci (Bologna, 25 aprile 1948 – Rimini, 9 marzo 2019) è stato un allenatore di pallacanestro italiano.
Il suo esordio come allenatore risale alla fine degli anni '60 allorché guidò la panchina della squadra dei "Silenziosi" di Bologna. Squadra formata da atleti sordomuti. Ha debuttato in serie A allenando la Fortitudo; ha conquistato tre scudetti, due Coppe Italia e una Supercoppa Italiana con la Virtus Bologna, squadra che ha diretto per sei stagioni. Ha avuto tre figlie, una delle quali, Annalisa, è una affermata campionessa di kickboxing e arti marziali miste.

## Carriera
Esordì ad appena venticinque anni come allenatore in serie A, sulla panchina della Fortitudo Bologna al posto di Giuseppe Guerrieri. Malgrado la retrocessione agli spareggi, la squadra venne ripescata per la creazione della nuova Serie A1. Bucci passò quindi alla guida del Basket Rimini, portando la squadra in pochi anni dall'allora serie D fino alla serie A2, categoria mai raggiunta dai biancorossi fino a quel momento. Dopo aver conquistato una comoda salvezza, fu ingaggiato dal Fabriano Basket.

Bucci abbraccia Elvis Rolle.

Con i marchigiani l'allenatore emiliano conquistò la promozione in A1 nel 1981-82 e la salvezza la stagione successiva. Il doppio successo gli valse la chiamata della Virtus Bologna, con cui vinse all'esordio il campionato italiano (ai play-off contro la Simac Milano) e la Coppa Italia. Confermato, la sua seconda stagione si concluse con il 7º posto finale.
Ripartì così dalla Libertas Livorno sponsorizzata prima Cortan poi Enichem, che portò dall'A2 alla finale scudetto 1989 contro la Philips Milano nel giro di quattro stagioni: fu una finale "giallo".
Alla fine di quest'esperienza ripartì nuovamente dalla seconda serie, stavolta con la Glaxo Verona: in un biennio riuscì a conquistare sia la Coppa Italia (unica occasione in cui il trofeo fu vinto da una squadra di A2) sia la terza promozione in A1 della sua carriera. Nel 1991-92 la Scavolini Pesaro gli offrì la panchina: Bucci la portò alla finale play-off per lo scudetto, persa contro la Benetton Treviso, e la condusse alla vittoria della Coppa Italia.
Nel 1993-94 tornò alla Virtus e in un quadriennio vinse altri quattro trofei: due scudetti, una Coppa Italia e una Supercoppa Italiana. Allenò poi per un biennio a Fabriano, periodo in cui ottenne due salvezze in serie A2, prima di un'esperienza nel basket femminile a Parma.
A Rimini fu candidato sindaco tra le file della Casa delle Libertà alle elezioni comunali 2006, ottenendo il 40,2% dei voti.
Da responsabile tecnico del settore azzurro Master, il 2 agosto 2008 a Pesaro vinse tre titoli europei in un solo giorno: quello con la Nazionale femminile over-30 e quelli con le Nazionali maschili over-40 e over-45. Il 7 luglio 2009 con la selezione over-45 vinse il Mondiale a Praga.
Nell'ottobre 2009 divenne presidente dei Crabs Rimini, nomina che verrà ufficialmente assunta nel successivo consiglio di amministrazione, a seguito del cambio di proprietà della società.
Dal 2011 iniziò una lunga lotta contro un tumore all'intestino prima e poi ai polmoni..
Nel 2015 venne eletto dalla Federazione Italiana Pallacanestro membro della Italia Basket Hall of Fame, nella categoria allenatori.
Dal 2016 fino al giorno della sua morte è stato presidente della Virtus Pallacanestro Bologna..

## Palmarès
- Campionato italiano: 3

Virtus Bologna: 1983-84, 1993-94, 1994-95
- Coppa Italia: 4

Virtus Bologna: 1984, 1997
Scaligera Verona: 1991
VL Pesaro: 1992
- Supercoppa italiana: 1

Virtus Bologna: 1995
- Campionato mondiale Over-45: 1

Nazionale italiana: 2009